# Tabenacolo di via Folco Portinari
Il tabernacolo di via Folco Portinari è un'edicola devozionale storica del centro storico di Firenze. Legata all'antica sede della corsia femminile dell'ospedale di Santa Maria Nuova, contiene un affresco della Madonna col Bambino di Matteo Rosselli, databile al 1619.

## Storia

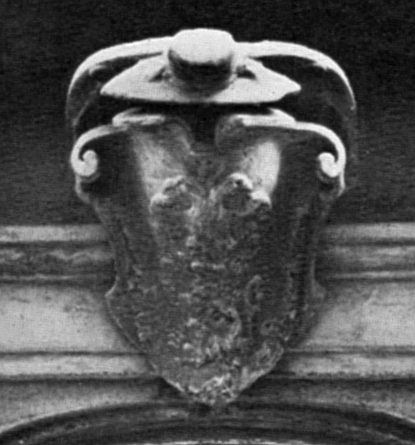
Lo stemma, in una foto storica

Le più antiche notizie del tabernacolo risalgono a Filippo Baldinucci, il quale affermò come lo spedalingo di Santa Maria Nuova lo avesse commissionato a Matteo Rosselli nel 1619, pagandolo 15 piastre. Questa data si trova anche sulla lapide sopra l'edicola, che riferisce il nome del committente, il senese Giovanni Mattioli, a cui apparterrebbe anche lo stemma un tempo appeso sotto il timpano.
Sotto l'edicola invece si trova anche una buca per le offerte recante l'iscrizione «Maria Mater Gratie 1721» (lacunosa ma ancora leggibile), che in alcune pubblicazioni è erroneamente riportata come 1621, a legarla forzatamente alla data di esecuzione dell'affresco.
Infine, in basso, un'altra lapide ricorda come il tabernacolo fu restaurato nel 2006 su iniziativa di Alberto Bruschi, in memoria del centenario della morte della sua bisnonna Albertina, di cui egli portava il nome. In quell'occasione fu rifatto il vetro di protezione dell'immagine e ricollocati alcuni ex-voto d'argento; inoltre venne verosimilmente rimosso lo stemma per ragioni conservative, e probabilmente collocato in un deposito comunale.

## Descrizione

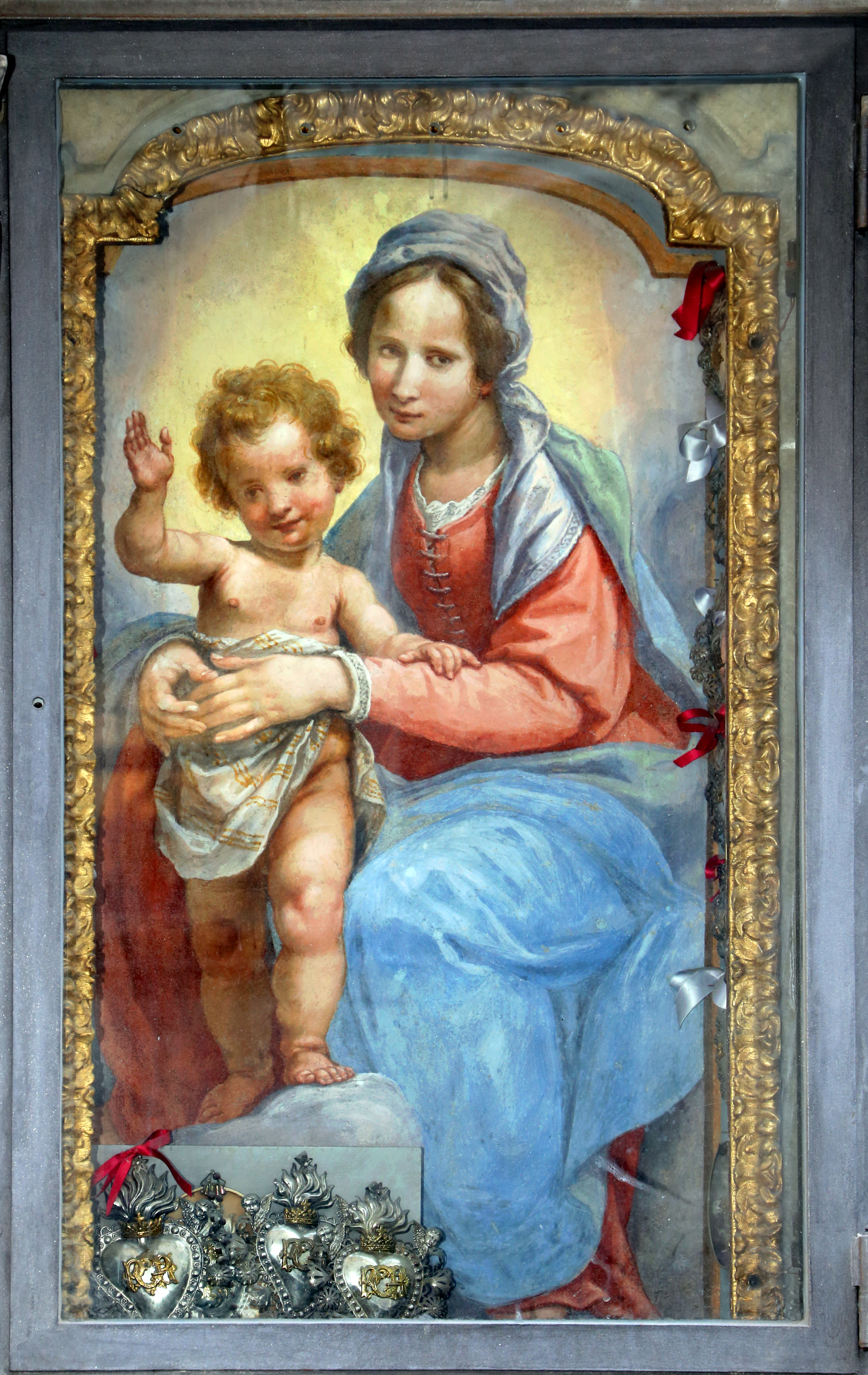
Madonna col Bambino di Matteo Rosselli

L'affresco, misurante 90x50 cm, raffigura la Madonna col Bambino incoronati, con Maria, patrona dell'ospedale, che tiene seduta Gesù in piedi su una nuvoletta, salutante il fedele con un gesto di benedizione. 
La cornice ha una forma elaborata: due pilastrini con in alto due cherubini scolpiti con le ali ripiegate, sotto i quali proseguono nastri e festoni decorativi. Sotto il timpanoi curvato, in corrispondenza dell'architrave rientrante, stava appeso uno stemma, di cui oggi si vedono solo i ganci. Dalle foto superstiti si vede che esso era cappellato, facendo quindi pensare a un prelato, e troncato con un leone e un'aquila: potrebbe trattarsi di una versione dello stemma Mattioli di Siena, da intendersi col capo dell'Impero, ma altri vi hanno letto quello della famiglia Baldovinetti di Santa Maria Novella, riferendolo a un fantomatico prelato di quella famiglia che sarebbe stato protettore dell'ospedale in quel periodo
In basso invece, sulla cornice inferiore, si vede la stampella, simbolo dell'ospedale di Santa Maria Nuova.

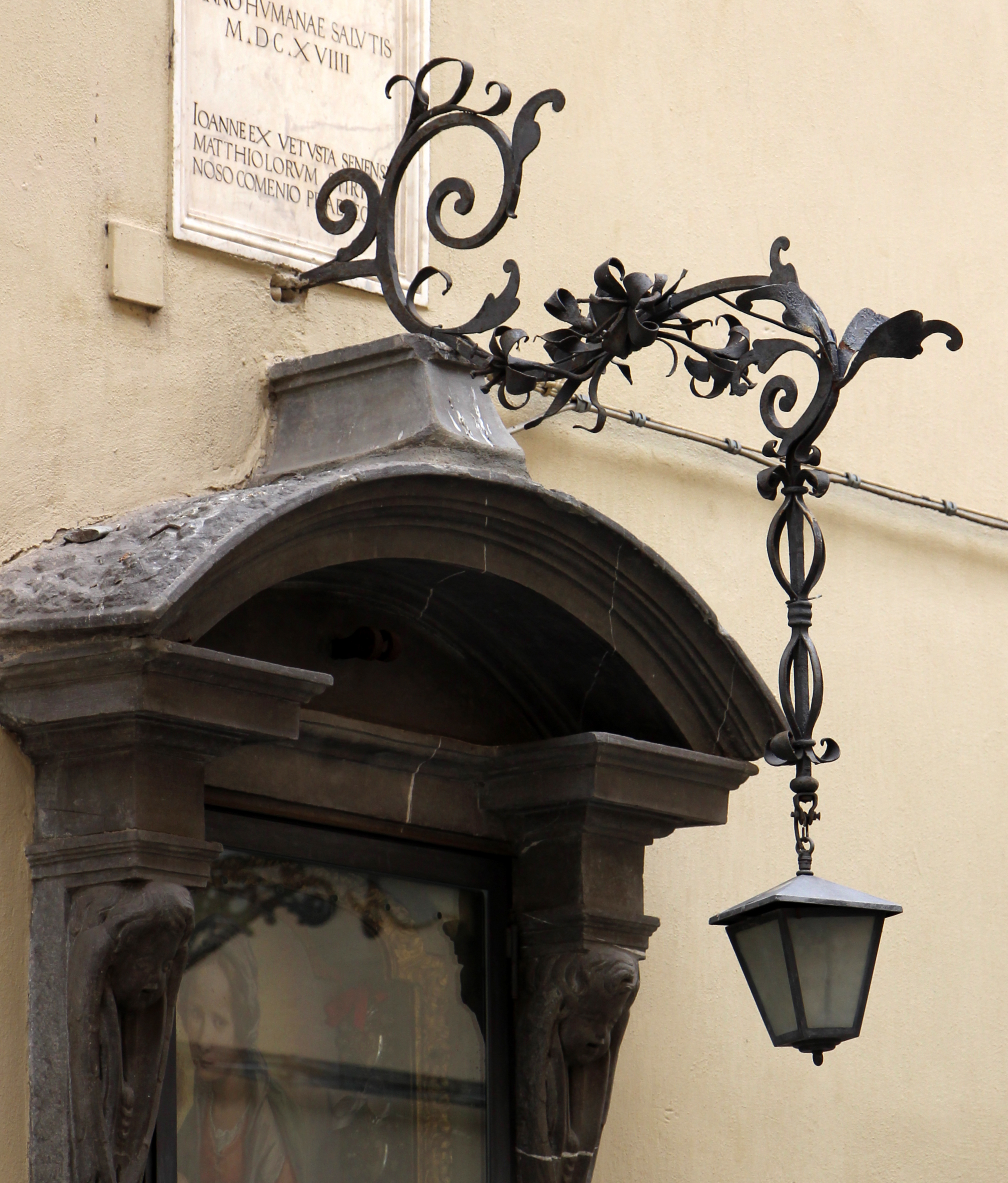
Il braccio della lampada
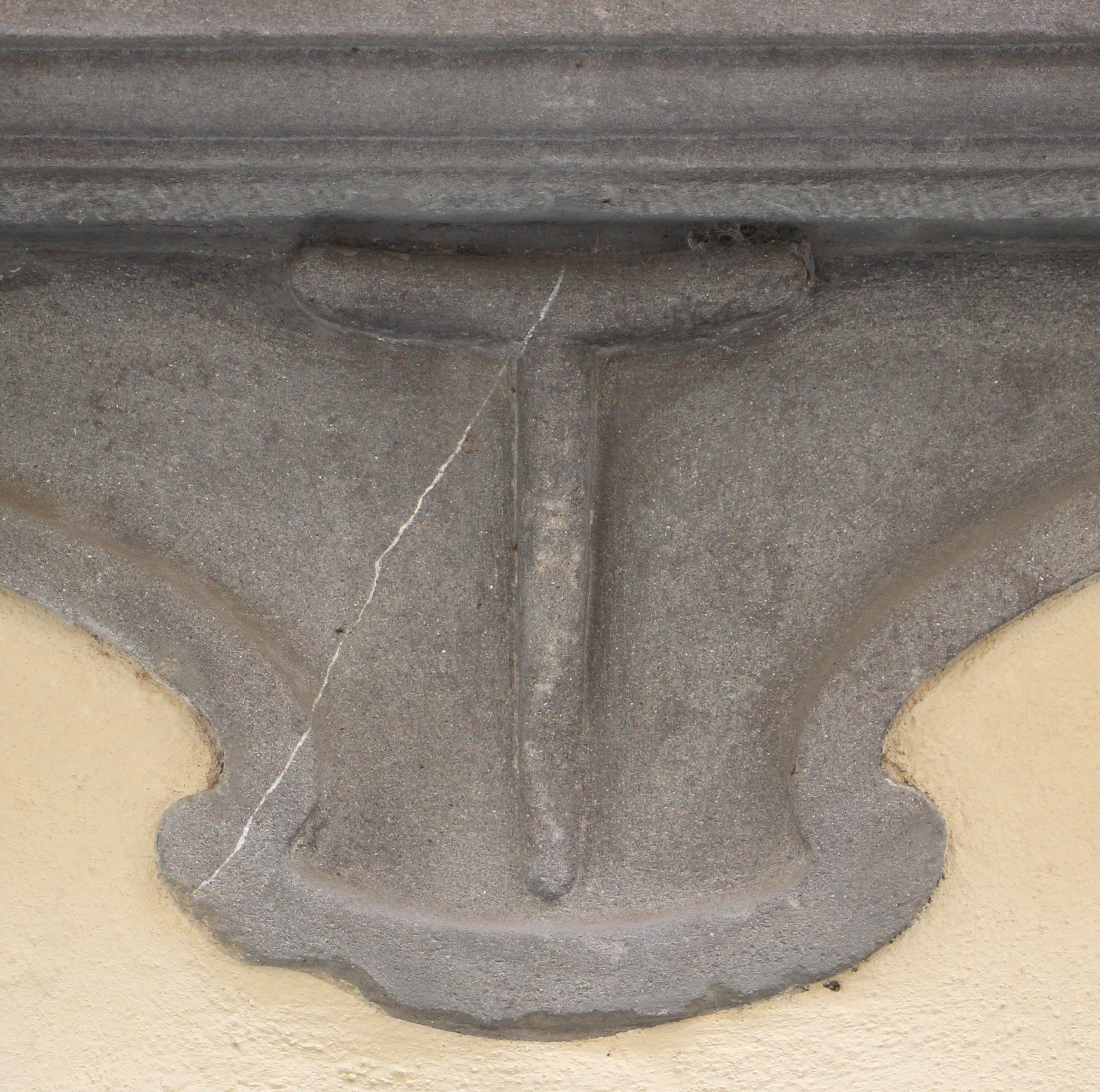
Lo stemma di Santa Maria Nuova
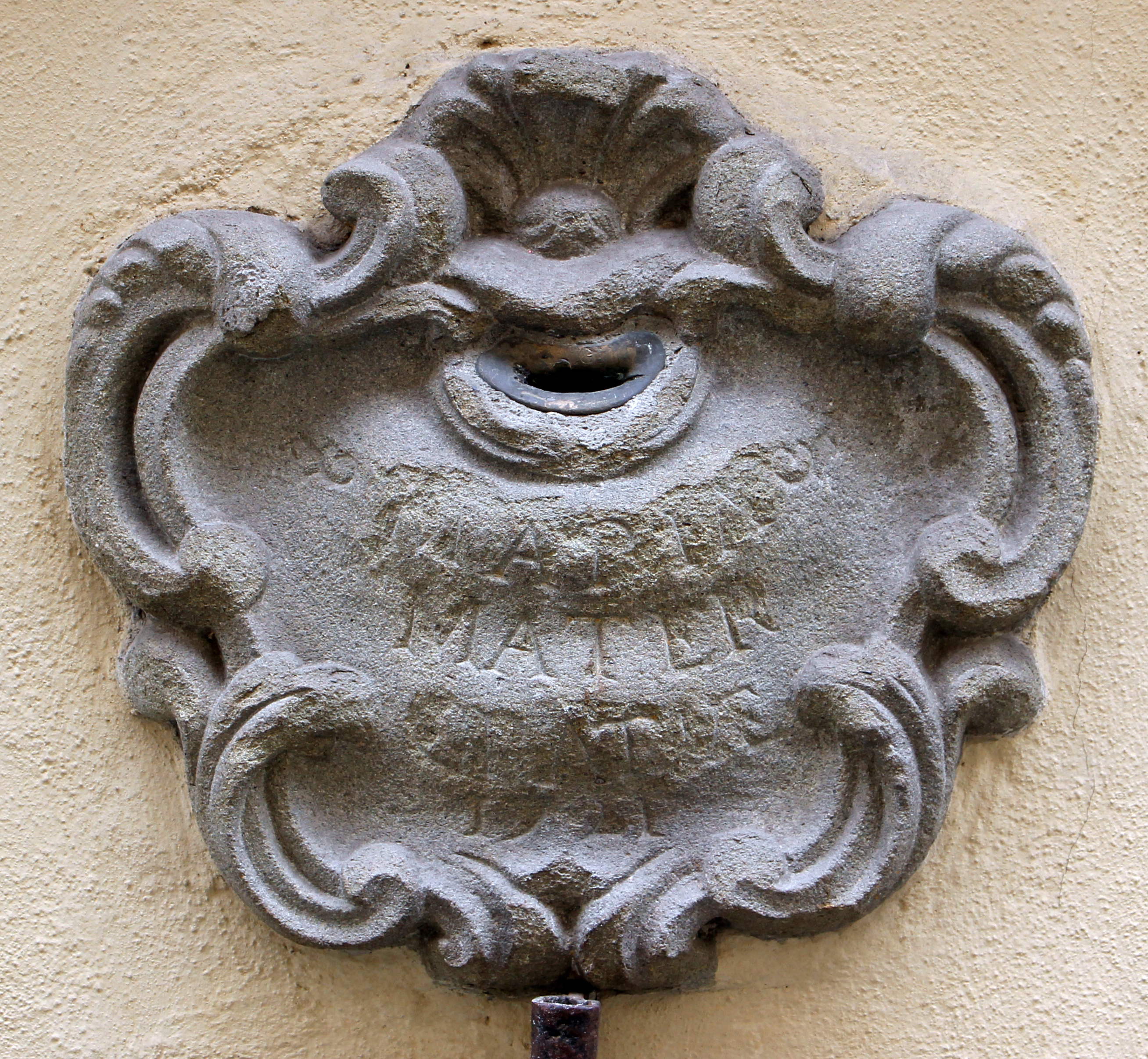
La buca per le elemosine

In alto sta un elaborato braccio in ferro batturo per reggere la lamada votiva (oggi elettrificata); mostra folgliame e fiori di giglio, il tipico fiore mariano. Sopra ancora si legge la lapide del 1619:
| COSMVS II MAGNVS HE TRVRIAE DVX MAIORI AEGROTORVM COMMODITATI ET PIAE MVNIFICENTIAE ANNO HVMANAE SALVTIS M. DC. XVIIII IOANNES EX VETVSTA SENENSI MATTHIOLORVM STIRPE NOSO COMENIO PRAEFECTO |

La traduzione è: «Cosimo II granduca di Toscana, per il maggior beneficio degli infermi e la pia magnificenza, nell'anno della salvezza umana 1619. Giovanni dell'antica stirpe senese dei Mattioli prefetto dell'ospedale».
Sulla buca per le elemosine sotto l'edicola si legge «Maria Mater Gratie 1721» (lacunosa ma ancora leggibile).
Più in basso si vede la lapide dei restauri del 2006:
| IN MEMORIA DI ALBERTINA BRVSCHI 11 FEBBRAIO 1882 - FIRENZE - 6 APRILE 1906 NEL CENTENARIO DELLA MORTE IL PRONIPOTE ALBERTO CON LA FIGLIA CANDIDA QVESTA SACRA EDICOLA VOLLE RESTAVRATA E RESTITVITA ALLA PVBBLICA DEVOZIONE |